# Singtel TV
 (mai 2017).
Si vous disposez d'ouvrages ou d'articles de référence ou si vous connaissez des sites web de qualité traitant du thème abordé ici, merci de compléter l'article en donnant les références utiles à sa vérifiabilité et en les liant à la section « Notes et références ».
 (mal 2023).
Singtel TV (anciennement connu sous le nom de Singapore Telecom IPTV et mio TV) est un service de télévision payante de Singapore Telecom. Le service utilise un réseau haut débit via une plate-forme IPTV de SingNet. Le service permet de visionner des contenus multimédias tels que la télévision en direct et la vidéo à la demande (VoD), ce service peut être regarder sur n'importe quel téléviseur. Le service IPTV utilise des décodeurs IP (STB), connecté à la fibre optique via SingTel exStream, le service utilise également des lignes téléphoniques analogiques de SingTel existantes dans les foyers équipés qui permet a ses abonnés de pouvoir communiquer librement. Le service IPTV de Singtel TV compte actuellement plus de 425 000 abonnés. Singtel TV fournit plusieurs services de communication basés sur l'IP.

## Free-to-air
| Nom                    | Langue      |
| ---------------------- | ----------- |
| Mediacorp HD5          | Anglais     |
| Mediacorp Suria HD     | Malay       |
| Mediacorp Channel U HD | Mandarin    |
| MediaCorp Channel 8 HD | Mandarin    |
| Mediacorp Vasantham HD | Tamoul      |
| Channel NewsAsia HD    | Anglais     |
| Okto HD                | Anglais     |
| Preview Channel        | Multilingue |

## Sports / Actualités
| Nom                                 | Langue   | Type/Bouquet                       |
| ----------------------------------- | -------- | ---------------------------------- |
| All Sports Network (HD)             | Anglais  | A la carte                         |
| Bloomberg Television                | Anglais  | Actualité/Famille                  |
| CCTV News (HD)                      | Anglais  | Actualité/Famille                  |
| CNBC Asia                           | Anglais  | Actualité/Famille                  |
| CNN International (HD)              | Anglais  | Actualité/Famille                  |
| Deutsche Welle                      | Anglais  | Actualité/Famille                  |
| Eleven                              | Anglais  | Sports mondiaux                    |
| Eleven Sports                       | Anglais  | Sports mondiaux                    |
| Eurosport HD                        | Anglais  | Sports mondiaux                    |
| Eurosport News HD                   | Anglais  | Sports mondiaux, actualité/famille |
| Fight Sports (HD)                   | Anglais  | Sports mondiaux                    |
| Fox News Channel (HD)               | Anglais  | Actualité/Famille                  |
| Fox Sports Asia (HD)                | Anglais  | Sports mondiaux                    |
| Fox Sports 2 (HD)                   | Anglais  | Sports mondiaux                    |
| Fox Sports 3 (HD)                   | Anglais  | Sports mondiaux                    |
| Fox Sports News (HD)                | Anglais  | Sports mondiaux, Actualité/Famille |
| France 24                           | Anglais  | Actualité/Famille                  |
| France 24                           | Français | A la carte                         |
| HLN                                 | Anglais  | Actualité/Famille                  |
| mio Sports                          | Anglais  | Sports mondiaux                    |
| English Premier League (CH 102-108) | Anglais  | Première Ligue Anglaise            |
| English Premier League Multiview    | Anglais  | Première Ligue Anglaise            |
| NHK World (HD)                      | Anglais  | Actualité/Famille                  |
| RT (HD)                             | Anglais  | Actualité/Famille                  |
| Setanta Sports HD                   | Anglais  | Sports mondiaux                    |
| Sky News Arabia                     | Anglais  | Actualité/Famille                  |
| Sky News HD                         | Anglais  | Actualité/Famille                  |
| Sports Multiview                    | Anglais  | Sports mondiaux                    |
| Star Cricket (HD)                   | Anglais  | Cricket                            |
| Star Cricket Extra (HD)             | Anglais  | Cricket                            |
| TEN Cricket                         | Anglais  | Cricket                            |
| Times Now                           | Anglais  | Actualité/Famille                  |

## Enfants / Mode de Vie
| Nom                    | Langue   | Type/Bouquet                              |
| ---------------------- | -------- | ----------------------------------------- |
| [V] HD International   | Anglais  | Style de vie et musique / famille         |
| Australia Plus         | Anglais  | Style de vie et musique / famille         |
| Baby TV (HD)           | Anglais  | Enfants / famille                         |
| Boomerang (HD)         | Anglais  | Enfants / famille                         |
| Camp Teletoon (HD)     | Anglais  | Enfants / famille                         |
| Cartoon Network (HD)   | Anglais  | Enfants / famille                         |
| Discovery Kids         | Anglais  | Enfants / famille                         |
| Disney Channel (HD)    | Anglais  | Enfants / famille                         |
| Disney Junior (HD)     | Anglais  | Enfants / famille                         |
| Disney XD (HD)         | Anglais  | Enfants / famille                         |
| DMAX (HD)              | Anglais  | Style de vie et musique / famille         |
| Eve (HD)               | Anglais  | Style de vie et musique / famille         |
| FashionTV (HD)         | Anglais  | Style de vie et musique / famille         |
| Kids Channel           | Mandarin | Jingxuan                                  |
| Life Inspired (HD)     | Anglais  | Style de vie et musique / famille         |
| Mezzo Live HD          | Anglais  | Style de vie et musique / famille         |
| MTV Asia               | Anglais  | Style de vie et musique / famille         |
| Nat Geo Wild HD        | Anglais  | Famille / Jingxuan / Inspiras / Kondattam |
| Nat Geo Music HD       | Anglais  | Style de vie et musique / famille         |
| Nick Jr. HD            | Anglais  | Enfants / famille                         |
| Nickelodeon Asia HD    | Anglais  | Enfants / famille                         |
| Toonami (HD)           | Anglais  | Enfants / famille                         |
| Trace Sport Stars (HD) | Anglais  | Style de vie et musique / famille         |
| Travel Channel HD      | Anglais  | Style de vie et musique / famille         |
| TLC (HD)               | Anglais  | Style de vie et musique / famille         |
| TruTV (HD)             | Anglais  | Style de vie et musique / famille         |
| TVN HD                 | Coréen   | Style de vie et musique / famille         |
| WakuWaku Japan (HD)    | Japonais | Famille / Jingxuan / Nihon / Inspirasi    |

## Éducation / Divertissement
| Nom                            | Langue         | Type/Bouquet                         |
| ------------------------------ | -------------- | ------------------------------------ |
| AMC HD                         | Anglais        | Divertissement / Famille             |
| Animal Planet (HD)             | Anglais        | Éducation / Famille                  |
| Aniplus HD                     | Japonais       | Jingxuan / Nihon / famille           |
| Animax                         | Japonais       | Famille / Jingxuan                   |
| AXN HD                         | Anglais        | Famille                              |
| Channel M HD                   | Coréen/Anglais | Divertissement / Famille             |
| Comedy Central Asia (HD)       | Anglais        | Divertissement / Famille             |
| CCTV-9 Documentary (HD)        | Anglais        | Éducation / famille                  |
| CHK (HD)                       | Anglais        | Famille / Jingxuan                   |
| Ci HD                          | Mandarin       | Divertissement / Éducation / famille |
| Discovery Channel (HD)         | Anglais        | Éducation / famille                  |
| Discovery HD World             | Anglais        | Éducation / famille                  |
| Discovery Science (HD)         | Anglais        | Éducation / famille                  |
| Diva HD                        | Anglais        | Divertissement / Famille             |
| E! HD                          | Anglais        | Divertissement / Famille             |
| Fox HD                         | Anglais        | Divertissement / Famille             |
| Fox Crime HD                   | Anglais        | Divertissement / Famille             |
| FX HD                          | Anglais        | Divertissement / Famille             |
| FYI HD                         | Anglais        | Éducation / famille                  |
| Hits (HD)                      | Anglais        | Divertissement / Famille             |
| ITV Choice (HD)                | Anglais        | Divertissement / Famille             |
| KBS World (HD)                 | Coréen/Anglais | Divertissement / Famille             |
| Kix HD                         | Anglais        | Divertissement / Famille             |
| National Geographic Channel    | Anglais        | Divertissement / Éducation / famille |
| National Geographic Channel HD | Anglais        | Divertissement / Éducation / famille |
| Nat Geo People HD              | Anglais        | Divertissement / Éducation / famille |
| Lifetime HD                    | Anglais        | Divertissement / Famille             |
| Oh!K (HD)                      | Coréen/Anglais | Divertissement / Famille             |
| ONE HD (English)               | Coréen/Anglais | Divertissement / Famille             |
| RTL CBS Entertainment HD       | Anglais        | Divertissement / Famille             |
| RTL CBS Extreme HD             | Anglais        | Divertissement / Famille             |
| Sky 1 (HD)                     | Anglais        | Divertissement / Famille             |
| Sky Arts (HD)                  | Anglais        | Divertissement / Famille             |
| Sony Channel (HD)              | Anglais        | Divertissement / Famille             |
| Star World HD                  | Anglais        | Divertissement / Famille             |
| Syfy HD                        | Anglais        | Divertissement / Famille             |
| Universal Channel HD           | Anglais        | Divertissement / Famille             |
| Warner Channel                 | Anglais        | Divertissement / Famille             |

## Films
| Nom                   | Langue  | Type / Bouquet |
| --------------------- | ------- | -------------- |
| Fox Action Movies HD  | Anglais | Films          |
| Fox Family Films HD   | Anglais | Films          |
| Fox Movies Premium HD | Anglais | Films          |
| Sky Atlantic          |         |                |
| SundanceTV (HD)       | Anglais | Films          |
| Thrill                | Anglais | Films          |
| Turner Classic Movies | Anglais | Films          |

## Chinois
| Nom                           | Langue          | Type / Bouquet                  |
| ----------------------------- | --------------- | ------------------------------- |
| CBO Channel                   | Mandarin        | Divertissement /Jingxuan        |
| Celestial Movies              | Mandarin        | Films/Jingxuan                  |
| Celestial Classic Movies      | Mandarin        | Films/Jingxuan                  |
| Channel M HD                  | Coreén/Mandarin | Divertissement /Jingxuan        |
| Channel V China               | Mandarin        | Divertissement /Jingxuan        |
| Channel V Taiwan              | Mandarin        | Divertissement /Jingxuan        |
| CHK (HD)                      | Mandarin        | Divertissement /Jingxuan        |
| CTi News (HD)                 | Mandarin        | Divertissement Chinois/Jingxuan |
| Entertainment Channel         | Mandarin        | Jingxuan                        |
| Food and Health Channel       | Mandarin        | Jingxuan                        |
| Jia Le Channel (HD)           | Mandarin        | Divertissement /Jingxuan        |
| KBS World (HD)                | Coréen/Mandarin | Jingxuan                        |
| MTV China                     | Mandarin        | Divertissement /Jingxuan        |
| Oh!K (Mandarin) (HD)          | Coréen/Mandarin | Jingxuan                        |
| ONE HD (Mandarin)             | Coréen/Mandarin | Jingxuan                        |
| Phoenix Television (HD)       | Mandarin        | Divertissement Chinois/Jingxuan |
| Phoenix InfoNews Channel (HD) | Mandarin        | Divertissement Chinois/Jingxuan |
| Star Chinese Channel HD       | Mandarin        | Divertissement Chinois/Jingxuan |
| Star Chinese Movies HD        | Mandarin        | Films Chinois                   |
| Star Chinese Movies Legend HD | Mandarin        | Films Chinois                   |
| Xing Kong HD                  | Mandarin        | Jingxuan                        |

## Inde
| Nom               | Langue    | Type / Bouquet   |
| ----------------- | --------- | ---------------- |
| Adithya TV        | Tamoul    | Uthyam/Kondattam |
| Astro Vellithirai | Tamoul    | Uthyam/Kondattam |
| Astro Vinmeen HD  | Tamoul    | Kondattam        |
| Sun TV            | Tamoul    | Desi             |
| STAR Gold         | Hindi     | Des              |
| Zee TV            | Hindi     | Desi             |
| MAA TV            | Tamoul    | Desi             |
| Life OK           | Hindi     | Desi             |
| Maa Movies        | Tamoul    | Desi             |
| Kalaignar TV      | Tamoul    | Inbam/Kondattam  |
| Surya Movies      | Malayalam | Maveli           |
| Life OK           | Hindi     | Desi             |
| MTV India         | Hindi     | Desi             |
| CNN-News18        | Anglais   | Kondattam/Desi   |
| Channel V India   | Hindi     | Desi             |
| Colors            | Hindi     | Desi             |
| ETV               | Télougou  | Swagatam         |
| Gemini TV         | Télougou  | Swagatam         |
| Gemini Movies     | Télougou  | Swagatam         |
| Rishtey           | Hindi     | Desi             |
| SAB TV            | Hindi     | Desi             |
| SET               | Hindi     | Desi             |
| Sony Max          | Hindi     | Desi             |
| STAR Gold         | Hindi     | Desi             |
| Star Plus         | Hindi     | Desi             |
| Star Vijay        | Tamoul    | Inbam/Kondattam  |
| Surya TV          | Malayalam | Maveli           |
| Times Now         | Anglais   | Kondattam/Desi   |

## Malais / Philippin / International
| Nom                        | Langue        | Type/Bouquet              |
| -------------------------- | ------------- | ------------------------- |
| ABS-CBN Sports and Action  | Tagalog       | Kapamilya / Kabayan       |
| Astro Prima                | Malais        | Inspirasi                 |
| Astro Ria                  | Malais        | Inspirasi                 |
| Bioskop Indonesia          | Indonésien    | Inspirasi                 |
| Bro                        | Tagalog       | Kapamilya/Kabayan         |
| GMA Life TV                | Tagalog       | Kapuso/Kabayan            |
| GMA News TV International  | Tagalog       | Kapuso/Kabayan            |
| GMA Pinoy TV               | Tagalog       | Kapuso/Kabayan            |
| Isert                      | Indonésien    | Inspirasi                 |
| KBS World (HD)             | Coréen/Malais | Inspirasi                 |
| Kids Channel International | Anglais       |                           |
| Drama Channel              | Indonésien    | Inspirasi                 |
| NHK World (HD)             | Anglais       | Nihon                     |
| NHK World Premium          | Anglais       | Nihon                     |
| Oh!K (Malay) (HD)          | Coréen/Malais | Inspirasi                 |
| ONE HD (Malay)             | Coréen/Malais | Inspirasi                 |
| Showcase                   | Indonésien    | Inspirasi                 |
| The Filipino Channel       | Tagalog       | Kapamilya Starter/Kabayan |
| TVN HD                     | Coréen/Malais | Inspirasi                 |

## A la demande
| Nom                                     | Langue                         | Type/Bouquet                    |
| --------------------------------------- | ------------------------------ | ------------------------------- |
| Aniplus Asia On Demand                  | Japonais                       | Famille / Jingxuan / Nihon      |
| Astro World                             | Malais                         | Inspirasi                       |
| BabyTV On Demand                        | Anglais                        | Enfants / Famille               |
| Boomerang On Demand (HD)                | Anglais                        | Enfants / Famille               |
| Cartoon Network On Demand (HD)          | Anglais                        | Enfants / Famille               |
| Celestial Classic Movies On Demand      | Mandarin                       | Jingxuan                        |
| Celestial Movies On Demand              | Mandarin                       | Jingxuan                        |
| Channel M Play                          | Anglais/Coréen/Mandarin/Malais | Famille/Jingxuan/Inspirasi      |
| CHK On Demand                           | Mandarin/Cantonais             | Famille/Jingxuan                |
| Disney Channel On Demand (HD)           | Anglais                        | Enfants / Famille               |
| Disney Junior On Demand (HD)            | Anglais                        | Enfants / Famille               |
| Disney XD On Demand (HD)                | Anglais                        | Enfants / Famille               |
| Entertainment On Demand                 | Anglais                        | Divertissement / Famille        |
| Extreme On Demand                       | Anglais                        | Divertissement / Famille        |
| FashionTV On Demand                     | Anglais                        | Style de vie et musique/famille |
| Fox Play                                | Anglais                        | Divertissement / Famille        |
| Fox Crime Play                          | Anglais                        | Divertissement / Famille        |
| Fox Movies Play                         | Anglais                        | Films                           |
| FX Play                                 | Anglais                        | Divertissement / Famille        |
| HBO On Demand                           | Anglais                        | Films                           |
| Herozon TV Asia                         | Anglais                        | Divertissement / Famille        |
| Jia Le On Demand                        | Mandarin                       | Divertissement / Jingxuan       |
| Kix On Demand                           | Anglais                        | Divertissement / Famille        |
| Life OK                                 | Hindi                          | Style de vie et musique/famille |
| mio Stadium On Demand                   | Anglais                        | mio Stadium                     |
| National Geographic Play                | Anglais                        | Éducation/famille               |
| Oh!K On Demand (HD)                     | Anglais/Coréen/Mandarin/Malais | Jingxuan/Inspirasi              |
| ONE HD On Demand                        | Anglais/Coréen/Mandarin/Malais | Jingxuan/Inspirasi              |
| Sports On Demand                        | Anglais                        | Sports mondiaux                 |
| STAR World Play                         | Anglais                        | Divertissement / Famille        |
| Star Chinese Channel Play               | Mandarin                       | Divertissement Chinois/Jingxuan |
| Star Movies Legend Play                 | Mandarin                       | Films chinois                   |
| Sony Entertainment Television On Demand | Anglais                        | Films                           |
| Thrill On Demand                        | Anglais                        | Films                           |
| Toonami On Demand (HD)                  | Anglais                        | Enfants/Famille                 |